# Животков Сергій Олегович
Сергій Олегович Животков (нар.. 7 травня 1961, Київ, Українська РСР — пом. 30 січня 2000, Київ) — український живописець, член Національної спілки художників України (з 1989).

## Життєпис
Сергій Животков народився 1961 року в Києві, в мистецькій родині. У 1985 році закінчив Київський державний художній інститут. Навчався у викладачки Інни Биченкової. Його творчим наставником і вчителем (як і брата Олександра) став рідний дядько — художник Михайло Рудаков (Москва, Росія).
У 1988 році почав працювати на посаді викладача Київської дитячої художньої школи № 8. У 1989 році перейшов до творчо-виробничого об'єднання «Художник».
Трагічно загинув наприкінці січня 2000 року на 39-у році життя.

## Творчість
Автор міських краєвидів, ліричних пейзажів, портретів, натюрмортів. Роботи вирізняє м'яка пастельна колористична гама і типологічні характеристики метафізичного живопису.
Учасник республіканських та зарубіжних мистецьких виставок з 1987 по 1999 роки. У Києві відбулось чотири персональні виставки у 1990, 1992, 1994 та 1996 роках, а також у Берліні в 1993 році.

### Мистецькі твори
- 1983 — «Автопортрет на тлі вікна»;
- 1988 — «Натюрморт зі скрипкою», «Після грози», «Біля моря», «Вечір на Дніпрі», «Натюрморт із сухим листям», «Старий Поділ»;
- 1989 — «Тиша»;
- 1990—1991 — «Седнівський пейзаж», «Жіночий портрет», «Карпатські мотиви», «Седнів. Світанок», «Вечірній мотив»;
- 1992—1994 — «Старовинні українські мотиви»
- 1995 — «Венеція» (1995);
- 1996 — «Вечір на Ґранд-каналі», «Венеціанська елегія», «Італійський мотив», «Зелена лагуна», «Вечір у Венеції», «Флоренція. Понто-Веккіо», «Пропливаючи Ґранд-каналом» із циклу «Голуба Італія».

## Родина
Син Олега та брат Олександра Животкових (художників).